# Zeltus gratidanus
Zeltus gratidanus är en fjärilsart som beskrevs av Hans Fruhstorfer 1912. Zeltus gratidanus ingår i släktet Zeltus och familjen juvelvingar. Inga underarter finns listade i Catalogue of Life.